# Darling in the Franxx
Darling in the Franxx (japonsky ダーリン・イン・ザ・フランキス, Dárin in za Furankisu), zkráceně DarliFra (japonsky ダリフラ, DariFura), je japonský sci-fi televizní anime seriál, který produkovaly studia A-1 Pictures a Trigger a animovaly Trigger a CloverWorks. Měl premiéru 13. ledna 2018 a byl oznámen v červenci 2017 na konvenci Anime Expo. Dne 14. ledna 2018 byla publikována první kapitola mangy od Kentara Jabukiho a další čtyřpanelové mangy.
Darling in the Franxx se odehrává v antiutopické budoucnosti, kde je mládež uměle vytvářena, aby ochraňovala přeživší lidské civilizace. Příběh sleduje jednotku deseti pilotů a zaměřuje se na vztah mezi Hirem, bývalým zázračným dítětem, a Zero Two, napůl hybridní elitní pilotkou, která se chce stát člověkem.
Seriál byl na službě Crunchyroll souběžně vysílán v Severní Americe a společnost Aniplus Asia jej vysílala v jihovýchodní Asii. Funimation odvysílalo v únoru 2018 první díly v anglickém znění.